# Euphyia filaria
Euphyia filaria là một loài bướm đêm trong họ Geometridae.